# العلاقات السلوفينية الغامبية
العلاقات السلوفينية الغامبية هي العلاقات الثنائية التي تجمع بين سلوفينيا وغامبيا.

## مقارنة بين البلدين
هذه مقارنة عامة ومرجعية للدولتين:
| وجه المقارنة                                              | سلوفينيا                                                      | غامبيا       |
| --------------------------------------------------------- | ------------------------------------------------------------- | ------------ |
| المساحة (كم2)                                             | 20.27 ألف                                                     | 11.30 ألف    |
| عدد السكان (نسمة)                                         | 2.07 مليون                                                    | 2.10 مليون   |
| الكثافة السكانية (ن./كم²)                                 | 102.12                                                        | 185.84       |
| العاصمة                                                   | ليوبليانا                                                     | بانجول       |
| اللغة الرسمية                                             | اللغة السلوفينية، اللغة الإيطالية، لغة مجرية                  | لغة إنجليزية |
| العملة                                                    | يورو، تولار سلوفيني                                           | دالاسي غامبي |
| الناتج المحلي الإجمالي (بليون دولار)                      | 48.77 مليار                                                   | 1.01 مليار   |
| الناتج المحلي الإجمالي (تعادل القوة الشرائية) بليون دولار | 66.01 مليار                                                   | 3.34 مليار   |
| الناتج المحلي الإجمالي الاسمي للفرد دولار أمريكي          | 20.73 ألف                                                     | 471          |
| الناتج المحلي الإجمالي للفرد دولار أمريكي                 | 30.40 ألف                                                     |              |
| مؤشر التنمية البشرية                                      | 0.880                                                         | 0.441        |
| رمز المكالمات الدولي                                      | +386                                                          | +220         |
| رمز الإنترنت                                              | .si                                                           | .gm          |
| المنطقة الزمنية                                           | توقيت وسط أوروبا، ت ع م+01:00، ت ع م+02:00، أوروبا/ليوبليانا ‏ | 00           |

## منظمات دولية مشتركة
يشترك البلدان في عضوية مجموعة من المنظمات الدولية، منها:
| علم المنظمة | اسم المنظمة                               | تاريخ انضمام سلوفينيا | تاريخ انضمام غامبيا |
| ----------- | ----------------------------------------- | --------------------- | ------------------- |
|             | مؤسسة التنمية الدولية                     | 25 فبراير 1993        | 18 أكتوبر 1967      |
|             | يونسكو                                    | 27 مايو 1992          | 1 أغسطس 1973        |
|             | مؤسسة التمويل الدولية                     | 25 فبراير 1993        | 19 سبتمبر 1983      |
|             | منظمة حظر الأسلحة الكيميائية              | ?                     | ?                   |
|             | الأمم المتحدة                             | 22 مايو 1992          | 21 سبتمبر 1965      |
|             | الاتحاد الدولي للاتصالات                  | 16 يونيو 1992         | 27 مايو 1974        |
|             | منظمة الشرطة الجنائية الدولية             | ?                     | ?                   |
|             | البنك الدولي للإنشاء والتعمير             | 25 فبراير 1993        | 18 أكتوبر 1967      |
|             | الاتحاد البريدي العالمي                   | ?                     | ?                   |
|             | المركز الدولي لتسوية المنازعات الاستشارية | 6 أبريل 1994          | 26 يناير 1975       |
|             | وكالة ضمان الاستثمار متعدد الأطراف        | 19 مارس 1993          | 11 سبتمبر 1992      |
|             | منظمة التجارة العالمية                    | ?                     | ?                   |

## وصلات خارجية
- موقع وزارة الخارجية السلوفينية
- موقع وزارة الخارجية الغامبية